# Nialamida
La nialamida (o niamida) es un inhibidor de la monoaminooxidasa (IMAO) irreversible y no selectivo derivado de la hidrazina utilizado como antidepresivo y ansiolítico. En conjunto con la fenelzina e isocarboxazida, es una de las pocas hidrazinas IMAOs aún en uso clínico.

## Indicaciones

### Depresión
Nialamide

### Misceláneos
La nialamida es algunas veces utilizada en el tratamiento de la neuralgia trigeminal, desórdenes generalizados de ansiedad y fobia social. 
Se ha estudiado también su uso para el alcoholismo, vitiligo, menstruación irregular, angina, desórdenes cerebrovasculares, y para la prevención de la sordera inducida por la estreptomicina.

## Efectos adversos
Entre los efectos adversos sobre el sistema nervioso central se encuentran: euforia, agitación psicomotora, insomnio, ansiedad, cefalea, vértigo, entre otros.